# ییتسکوویتسه
ییتسکوویتسه (به چکی: Jickovice) یک منطقهٔ مسکونی در جمهوری چک است که در ناحیه پیسک واقع شده‌است. ییتسکوویتسه ۱۱٫۳۵ کیلومتر مربع مساحت و ۱۰۲ نفر جمعیت دارد و ۴۱۴ متر بالاتر از سطح دریا واقع شده‌است.